# Iván Amaya
Iván Amaya Carazo (ur. 3 września 1978 w Madrycie) – hiszpański piłkarz występujący na pozycji obrońcy. Jego brat Antonio Amaya to również piłkarz.

## Kariera klubowa
Amaya jako junior grał w zespołach CD San Cristóbal oraz Rayo Vallecano. Następnie grał w rezerwach Rayo w Tercera División, a w 1998 roku został włączony do jego pierwszej drużyny, grającej w Segunda División. W sezonie 1991/1992 wywalczył z zespołem awans do Primera División. W lidze tej zadebiutował 17 października 1999 w wygranym 1:0 meczu z Deportivo Alavés. 19 marca 2000 w wygranym 4:1 pojedynku z Realem Valladolid strzelił swojego jedynego gola w Primera División. W Rayo grał do końca sezonu 1999/2000.
W 2000 roku Amaya odszedł do Atlético Madryt, występującego w Segunda División. Spędził tam dwa sezony, a potem został graczem zespołu Primera División - Espanyolu. Jego barwy reprezentował przez sezon 2002/2003, a następnie przeniósł się do drugoligowego Getafe CF. W sezonie 2003/2004 awansował z nim do Primera División. W Getafe grał do połowy następnego sezonu.
Następnie Amaya występował w drużynach Ciudad de Murcia oraz Elche CF, grających w Segunda División. W 2009 roku został graczem włoskiego Udinese Calcio, jednak od razu został wypożyczony do Granady z Segunda División B. Spędził tam sezon 2009/2010, a potem przeszedł do Realu Murcia, grającego w tej samej lidze. W sezonie 2010/2011 wywalczył z nim awans do Segunda División.
W 2012 roku Amaya przeniósł się do cypryjskiego Apollonu Limassol, którego zawodnikiem był przez pół roku. Potem grał w Hiszpanii, w zespołach Segunda División B - Reyes oraz Puercie Bonita. W 2015 roku zakończył karierę.
W Primera División rozegrał 37 spotkań i zdobył 1 bramkę.

## Kariera reprezentacyjna
Amaya występował w reprezentacji Hiszpanii U-21 oraz U-23.
W 2000 roku był członkiem reprezentacji, która zdobyła srebrny medal na letnich igrzyskach olimpijskich.
W tym samym roku zagrał też na mistrzostwach Europy U-21.